# Cataetyx
Cataetyx is een geslacht van straalvinnige vissen uit de familie van naaldvissen (Bythitidae). Het geslacht is voor het eerst wetenschappelijk beschreven in 1887 door Guenther.

## Soorten
- Cataetyx alleni (Byrne, 1906)
- Cataetyx bruuni (Nielsen & Nybelin, 1963)
- Cataetyx chthamalorhynchus Cohen, 1981
- Cataetyx hawaiiensis Gosline, 1954
- Cataetyx laticeps Koefoed, 1927
- Cataetyx lepidogenys (Smith & Radcliffe, 1913)
- Cataetyx messieri (Günther, 1878)
- Cataetyx nielseni Balushkin & Prokofiev, 2005
- Cataetyx niki Cohen, 1981
- Cataetyx platyrhynchus Machida, 1984
- Cataetyx rubrirostris Gilbert, 1890
- Cataetyx simus Garman, 1899